# Аршакаван
Аршакава́н (арм. Արշակավան) — древнеармянский город, построенный как столица государства Аршака II (60—70-е годы IV в.), ныне на его месте стоит город Догубаязид.

## История
Аршак II основал у южного подножья Арарата, на скрещении торговых путей из Малой Азии в Иран и из Закавказья в Месопотамию, на месте древней крепости Даройнк времен Ванского царства (Урарту) город Аршакаван (ныне Догубаязид). В нём было предоставлено убежище бежавшим от хозяев слугам, т. е. рабам и закрепощаемым крестьянам, а также неоплатным должникам. Городскому населению Аршакавана были предоставлены льготы. Началось повальное бегство из окрестных владений. Нахарары, в особенности род Камсараканов, земли которых находились по соседству, а также архиепископ Нерсес I были возмущены. Церковь также начинает временами выступать рука об руку с нахарарами против царской власти.
Заручившись поддержкой архиепископа Нерсеса I, нахарары во главе с Нерсесом Камсараканом напали на Аршакаван, разрушили его до основания и перебили его население. 